# Sten Broman
Sten Broman (født 25. marts 1902 i Uppsala, død 29. oktober 1983 i Lund) var en svensk musiker, komponist, causeur og musikkritiker, som i 1927 blev fil.lic. i musikvidenskab og i årene 1922-66 var indflydelsesrig musikkritiker ved Sydsvenska Dagbladet. 
Bromans vigtigste værker var ni symfonier, hvor han konstant forsøgte sig med nye stilmidler, men han komponerede også scenisk musik, orkester- og kammermusikværker. Han var mest kendt i Danmark som den livlige, excentriske vært i den skandinaviske tv-musikquiz Kontrapunkt.

## Udvalgte værker
- Symfoni nr. 1 "Symfoni rytme" (1962) - for orkester
- Symfoni nr. 2 (1963) - for orkester
- Symfoni nr. 3 (1964) - for orkester
- Symfoni nr. 4 (1965) - for orkester
- Symfoni nr. 5 (1967) - for sopran og orkester
- Symfoni nr. 6 (1969) - for blokfløjte og orkester
- Symfoni nr. 7 (1971) - for blokfløjte og orkester
- Symfoni nr. 8 (1972) - for orkester og bånd
- Symfoni nr. 9 (1974) - for blandet kor og orkester